# Krombholziella
Krombholziella is een geslacht van schimmels behorend tot de familie Boletaceae.

## Soorten
Volgens Index Fungorum bevat dit geslacht drie soorten (peildatum oktober 2020):
| Soortnaam                     | Auteur(s)                   | Publicatiejaar |
| ----------------------------- | --------------------------- | -------------- |
| Krombholziella coloratipes    | (Singer) Courtec.           | 1986           |
| Krombholziella crocistipidosa | (H. Engel & Dermek) Alessio | 1985           |
| Krombholziella rugosa         | (Bon) Bon                   | 1985           |